# Emilíana Torrini
Emilíana Torrini, celým jménem Emilíana Torrini Davíðsdóttir, (* 16. května 1977, Kópavogur, Island) je islandská zpěvačka, která se proslavila svým albem z roku 1999 Love in the Time of Science a písní „Gollum's Song“ z konce filmu Pán prstenů: Dvě věže. Jeden ze svých klipů natáčela na moravském hradě Pernštejně.

## Diskografie
- 1994 – Spoon (pouze na Islandu)
- 1995 – Crouçie D'où Là (pouze na Islandu)
- 1996 – Merman (pouze na Islandu)
- 1999 – Love in the Time of Science
- 2000 – Rarities (promo)
- 2005 – Fisherman's Woman
- 2008 – Me and Armini
- 2013 – Tookah